# Witold Mars
Witold Tadeusz Mars, w USA tworzący jako W. T. Mars (ur. 1908 w Rząsnej Polskiej (Ukraina), zm. 9 września 1985 w Nowym Jorku) – polski i amerykański malarz, rysownik i ilustrator.

## Życiorys
W 1927 rozpoczął studia na Akademii Sztuk Pięknych w Krakowie w pracowniach Władysława Jarockiego i Fryderyka Pautscha. Dwa lata później przeniósł się do Szkoły Sztuk Pięknych w Warszawie, do pracowni Felicjana Szczęsnego Kowarskiego, którą ukończył w 1934. Pierwsza wystawa indywidualna twórczości Witolda Marsa miała miejsce we Lwowie w 1936, zorganizowało ją tamtejsze Towarzystwo Przyjaciół Sztuk Pięknych. Wystawiał również w Krakowie ze Związkiem Polskich Artystów Plastyków i w warszawskim Instytucie Propagandy Sztuki. Był członkiem założonej przez Władysława Krzyżanowskiego i działającej we Lwowie grupy „Zespół”. Podczas II wojny światowej walczył w szeregach Polskich Sił Zbrojnych, służył we Francji i Wielkiej Brytanii, gdzie pozostał po 1945. Mieszkając w Szkocji nadal tworzył, a swoje prace wystawiał z „London Group” oraz podczas wystaw "Society of Scottish Artists", w British Academy i Royal Scottish Academy. W grudniu 1951 Witold Mars wraz z siostrą Anną i bratem Piotrem wyjechali do USA, gdzie osiedli na stałe. Mieszkając w Stanach Zjednoczonych zajmował się ilustrowaniem książek i czasopism, ogółem zilustrował kilkaset pozycji wydanych przez największe koncerny księgarskie. Wiele z nich zostało wyróżnionych i nagrodzonych. Największa pośmiertna wystawa twórczości ilustratorskiej Witolda Marsa została zorganizowana przez Lipert Gallery w 1990 w Fundacji Kościuszkowskiej, wystawie towarzyszyła aukcja części prac. Twórczość Witolda Marsa poza prywatnymi zbiorami znajduje się w Muzeum Narodowym w Warszawie, Muzeum Narodowym we Wrocławiu, grafiki dotyczące walk w Normandii znajdują się w Instytucie Sikorskiego w Londynie a oryginały ilustracji do książek w Kerlan Collection Uniwersytetu Minnesota.

## Rodzina
Był wnukiem Antoniego Józefa Marsa, synem Tadeusza Grzegorza i Stefani z Dunikowskich. Jego siostrą była Anna Maria Mars (1904-1989), historyk sztuki i bizantynolog. Jego przyrodnim bratem był Piotr Wandycz, profesor, polski historyk, zamieszkały w USA (Stefania z Dunikowskich po śmierci męża wyszła w 1919 roku za Damiana Wandycza).